# Mezzelune
Les mezzelune (en français : demi-lunes) sont des pâtes farcies. Elles peuvent être garnies de divers ingrédients, tels que du fromage (ricotta, mozarella ou Bitto), épinards ou champignons (porcini, chanterelles, champignons). On trouve aussi des recettes avec de la pomme de terre ou de la viande.
Ces pâtes sont en général servies avec une sauce tomate, un pesto, une sauce à la crème, de la saucisse italienne ou des tomates cerise.

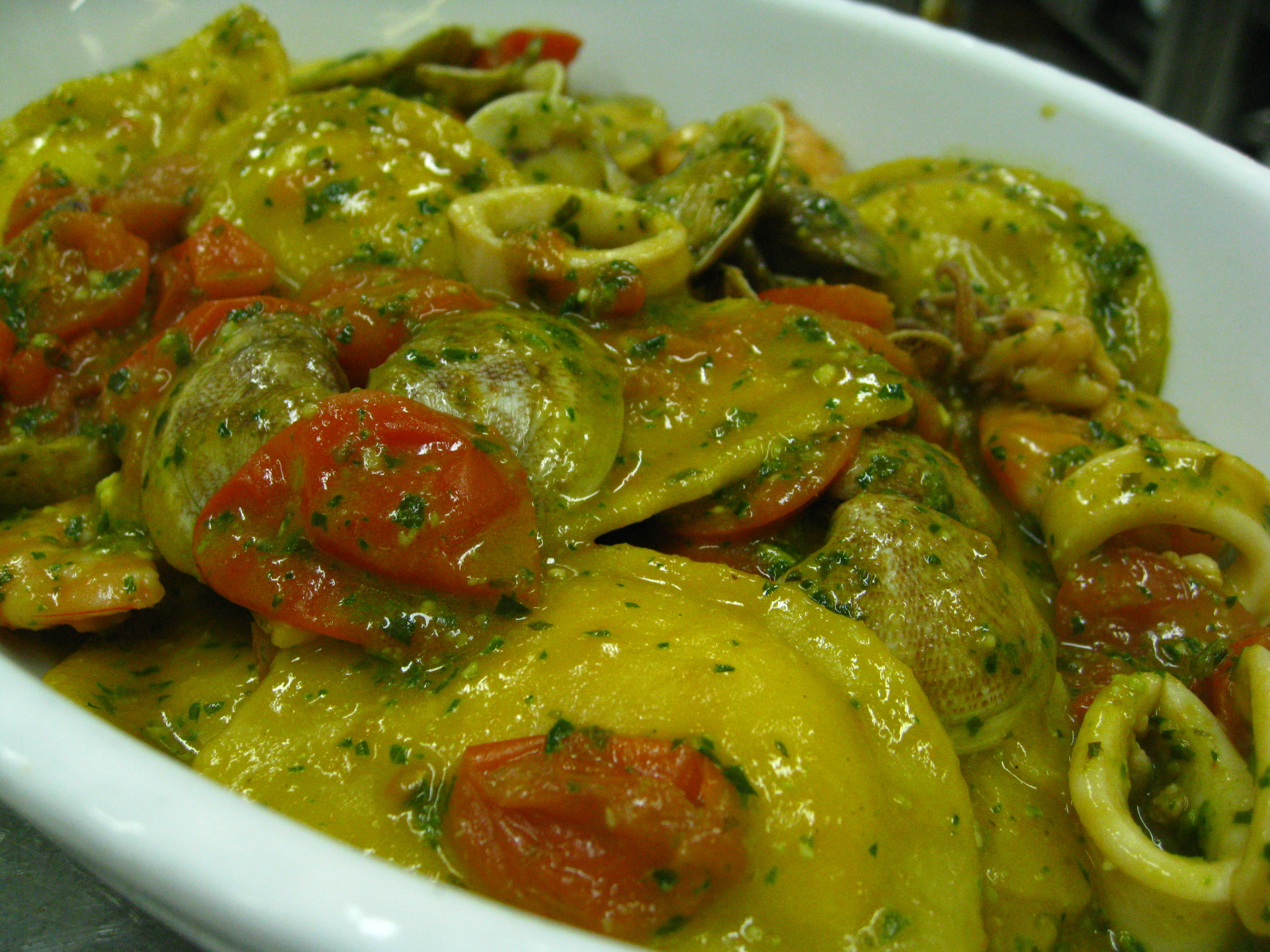
Mezzelune avec fruits de mer et pesto.

Elles sont similaires aux Schlutzkrapfen, des pâtes farcies du Tyrol et du Sud-Tyrol.